# Marcelo Fernan-brug
De Marcelo Fernan-brug is een tuibrug in de Filipijnse metropool Cebu. De brug verbindt het Cebu (eiland) met het eiland Mactan.
De Marcelo Fernan-brug werd in augustus 1999 geopend. De brug was gebouwd om de Mactan-Mandaue Bridge te ontlasten. De brug heeft een totale lengte van 1237 met een centrale overspanning van 185 meter. De brug is een van de breedste en langste bruggen in de Filipijnen en werd gebouwd met hulp van de Japanse regering.
De brug is vernoemd naar wijlen senator en opperrechter Marcelo Fernan, die afkomstig was uit Cebu City. 